# Карригтохилл (станция)
Карригтохилл — железнодорожная станция, первоначально открытая 2 ноября 1859 года и обеспечивающая транспортной связью одноимённый посёлок в графстве Корк, Республика Ирландия. На станции было прекращено формирование товарных составов 2 декабря 1974 года, а 6 сентября 1976 она была закрыта для регулярного пассажирского сообщения. В связи с восстановлением линии Корк-Мидлтон, станция была вновь открыта 30 июля 2009 года.